# 宗岳
宗岳（?—?），南阳郡涅阳县人（今河南省镇平县南）人，南朝梁政治人物。宗悫叔父宗炳的孙子，宗夬的堂弟。
宗岳世居江陵。祖父宗炳，刘宋时被征召为太子庶子不就任，有高名。宗岳年轻时有德行，州里称道他，比宗夬还要高。历任尚书库部郎、郢州（治所在今湖北省武汉市）治中、北中郎录事参军事。